# Ride (canción de The Vines)
«Ride» es una canción de la banda australiana de garage rock The Vines. Es el primer sencillo oficial desprendido de su segundo álbum de estudio Winning Days, lanzado el 8 de marzo de 2004. Es una de las canciones más representativas de la banda ya que apareció en varios comerciales televisivos. Entre ellos para el iPod de Apple, Nissan, American Chopper, NASCAR Hot Pass. En Australia fue elegida como la número 94 según una encuesta que selecciona las 100 mejores canciones del 2004 realizada por la radio Triple J.

## Video musical
Fue dirigido por Michel Gondry. Al inicio del video, muestra a la banda interpretando la canción en un salón de lo que parece ser un colegio. En el momento en el que interpretan el estribillo se incrementan varios grupos de individuos tocando la canción y cuando la música empieza a disminuir, se reduce también el número de las personas.

## Lista de canciones
Sencillo en CD
1. «Ride» – 2:34
2. «Drown the Baptists» – 2:05
3. «Don't Go» (4 track demo) – 2:51

CD Promo
1. «Ride» (Radio Mix) – 2:35
2. «Ride» (Versión del álbum) – 2:36

Vinilo de 7"
1. «Ride»
2. «Give Up Give Out Give In» – 3:04
3. «Drown the Baptists»

## Posicionamiento en listas
| Lista (2004)                        | Mejor posición |
| ----------------------------------- | -------------- |
| Australia (ARIA)                    | 44             |
| Estados Unidos (Modern Rock Tracks) | 13             |
| Reino Unido (UK Singles Chart)      | 25             |